# Gare de Katase-Enoshima
La gare de Katase-Enoshima (片瀬江ノ島駅, Katase-Enoshima-eki) est une gare ferroviaire terminus de la ville de Fujisawa, dans la préfecture de Kanagawa au Japon. La gare est exploitée par la compagnie Odakyū.

## Situation ferroviaire
La gare de Katase-Enoshima est située au point kilométrique (PK) 27,6 de la ligne Odakyū Enoshima dont elle marque la fin.

## Histoire

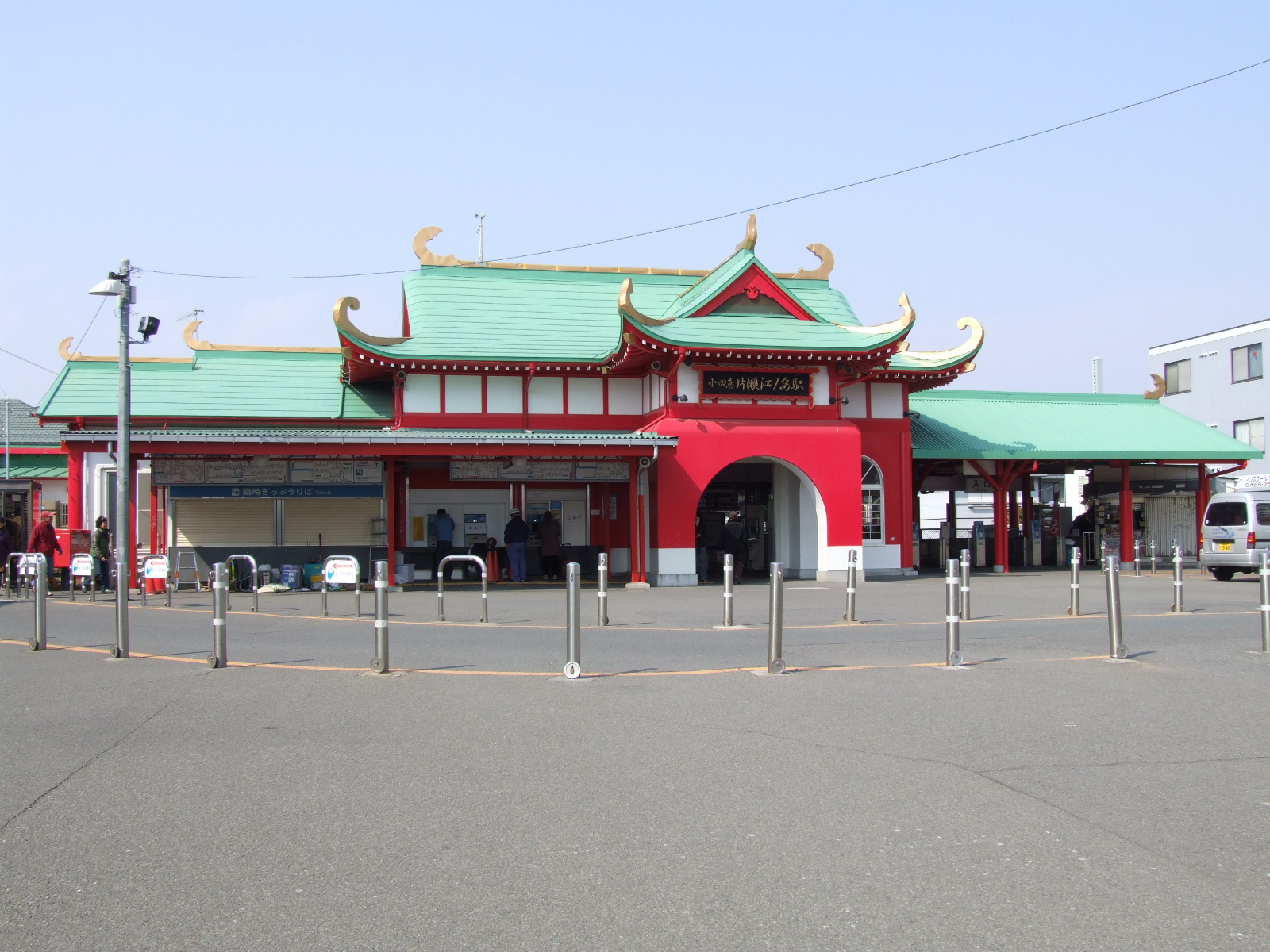
Le bâtiment voyageur avant 2017.

La gare a été inaugurée le 1er avril 1929.  
Le bâtiment voyageurs de la gare évoque le Ryūgū-jō, un palais sous-marin mythologique. Il a été reconstruit entre 2017 et 2020.

## Services aux voyageurs

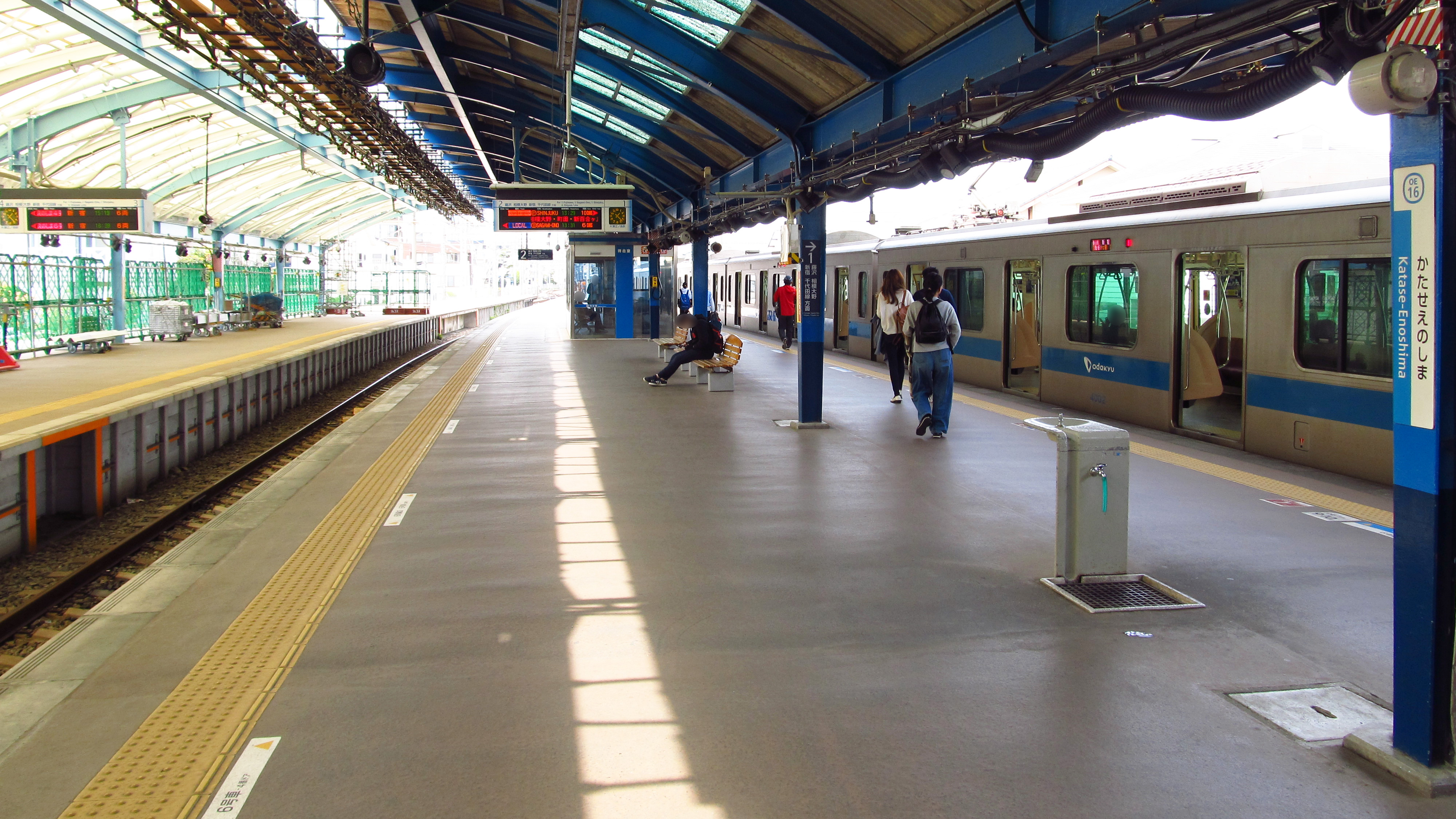
Vue des quais.

### Accès et accueil
La gare dispose d'un bâtiment voyageurs, avec guichet, ouvert tous les jours.

### Desserte
- Ligne Odakyū Enoshima :
  - voie 1, 2 et 4 : direction Fujisawa, Sagami-Ōno et Shinjuku

### Intermodalité
La gare d'Enoshima de la compagnie Enoden et le terminus Shōnan-Enoshima du monorail Shōnan sont situés à proximité de la gare de Katase-Enoshima.